# 遠藤さくら

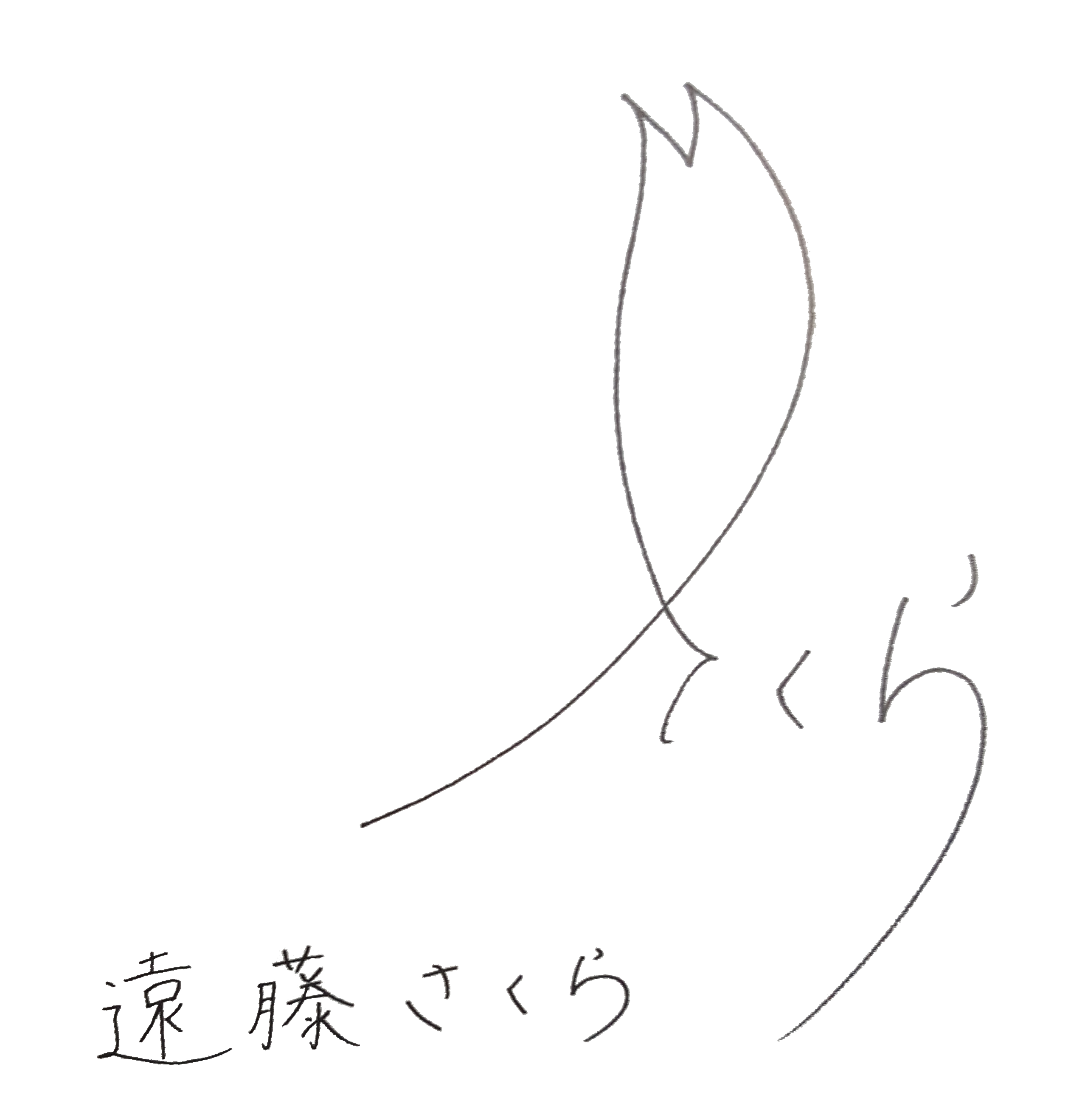
直筆サイン

遠藤 さくら（えんどう さくら、2001年〈平成13年〉10月3日 - ）は、日本のアイドル、ファッションモデルであり、女性アイドルグループ乃木坂46のメンバー、『non-no』の専属モデルである。愛知県名古屋市出身。乃木坂46合同会社所属。

## 来歴
2001年（平成13年）10月3日生まれ。
中学時代は吹奏楽部に所属し、県大会で金賞を受賞した。友達の影響で乃木坂46の曲を聴き始める。高校時代も吹奏楽部に所属。高校2年生の頃まで大人しく、口下手な性格だった。『第59回日本レコード大賞』（TBS）で大賞を受賞した乃木坂46の「インフルエンサー」に感動し、ファンになる。その後『坂道合同新規メンバー募集オーディション』セミナーに応募し、書類審査が免除されるシード権を獲得。
2018年（平成30年）8月19日、『坂道合同新規メンバー募集オーディション』に合格。オーディションに応募した理由は「引っ込み思案な性格を変えたい。キラキラ輝く乃木坂46のオーディションを受ける勇気を持つだけでも、大きな一歩を踏み出せ、自分を少しは変えられるかもしれない」と思ったから。同年11月30日、公式ホームページにプロフィールが掲載され、同年12月3日、日本武道館で開催された『乃木坂46 4期生お見立て会』で乃木坂46の4期生としてお披露目された。
2019年（令和元年）5月29日発売の23rdシングル『Sing Out!』に収録される4期生楽曲「4番目の光」でセンターを務める。同年7月15日、24thシングル『夜明けまで強がらなくてもいい』で初選抜を果たすとともに表題曲のセンターに初めて選ばれた。
2020年（令和2年）、高校を卒業。同年5月12日、ファッション誌『non-no』（集英社）の専属モデルに就任したことが公表され、同年5月20日発売の7・8月合併号より登場。
2021年（令和3年）6月9日発売の27thシングル『ごめんねFingers crossed』で3作ぶり2度目のセンターを務める。
2022年（令和4年）1月期の土曜ナイトドラマ『もしも、イケメンだけの高校があったら』（テレビ朝日）で地上波ドラマ初出演。同年10月20日発売のファッション誌『non-no』12月号で単独初表紙。
2023年（令和5年）8月23日、23年度前期放送の連続テレビ小説（朝ドラ）『らんまん』（NHK総合・BSプレミアム・BS4K）にレギュラー出演することが発表された。現役メンバーの朝ドラ出演は『舞いあがれ!』（22年度後期放送）に出演した山下美月以来、2人目。同年10月3日、22歳の誕生日に1st写真集『可憐』（集英社）を発売。同年12月6日発売の34thシングル『Monopoly』で同期の賀喜遥香とともにWセンターを務める。
2024年（令和6年）12月11日発売の37thシングル『歩道橋』で3作ぶり4度目のセンターを務める。

## 人物
愛称は、さくちゃん、さくら、さくらちゃん、さく、えんぴー、えんちゃん。また「えんさく」と呼ぶファンもいる。
名前の「さくら」は、コブクロの楽曲「桜」に由来する。これは蕎麦屋を経営している父の前職が音楽番組のラジオディレクターで、メジャーデビュー前のコブクロに注目してよく流していたため。
手足が長く、小顔でスレンダーな体形。老後の野望は日本脱出。
櫻坂46の山﨑天と仲が良い。また、ファッション誌『non-no』で同じく専属モデルを務める日向坂46の佐々木美玲とも親交がある。

### 嗜好
好物は和菓子、アボカド、カレー、オムライス、ハンバーグ、ポタージュ、グミ。好きな色は白、淡い色、くすんだピンク。好きな映画は『猫の恩返し』『耳をすませば』『ファミリー・ゲーム』で、アクション映画やSF映画を好む。好きな番組は『フルハウス』。好きな役者は満島ひかり。

### 趣味
趣味は読書、音楽鑑賞、半身浴。新しい趣味としてカメラにも興味がある。
読書は中学生時代から小説を好み、湊かなえ、辻村深月の愛読者。辻村深月『冷たい校舎の時は止まる』、中村航『僕の好きな人が、よく眠れますように』、イギリス小説『フランケンシュタイン』などを読む。
好きなアーティストの曲を聴きながら寝落ちすることを趣味とし、好きなアーティストはaiko、Little Glee Monster、スキマスイッチ。aikoで好きな曲は『戻れない明日』、Little Glee Monsterでよく聴く曲は「いつかこの涙が」。Little Glee Monsterは気持ちを盛り上げたり、リフレッシュするために聴く。和田まあや、高山一実と一緒にライブに行ったこともある。小学生時代からアーティストのCDやDVDを親からプレゼントされ、父の影響でサザンオールスターズ、スキマスイッチなどを聴く。キャンディーズなどの昭和歌謡も好き。

### 特技
特技はクラリネット。クラリネットは乃木坂46加入前に吹奏楽部で吹いていた。高校生時代はコンクールにも出場した。

### 乃木坂46
乃木坂46のエース。目標とする人物は生田絵梨花。話しやすいメンバー、尊敬するメンバー、自宅に呼ぶメンバーは齋藤飛鳥。落ち着くメンバーは筒井あやめ。推しメンは生田絵梨花。好きな曲は「悲しみの忘れ方」、「やさしさとは」、「I see...」、「心のモノローグ」。同期で卒業生の清宮レイと仲が良く、2人でCMに出演したことがある。
後輩メンバーでは、5期生の五百城茉央を「一番話す後輩メンバー」とインタビューで答えており、五百城もライブのリハーサル中舞台裏で泣いていた時に遠藤がずっと隣に寄り添ってくれて感激したと語っており、遠藤に憧れ尊敬している。

## 作品

### シングル
乃木坂46
- 4番目の光（2019年5月29日、SRCL-11192/3） - EAN 4547366406719。
- 夜明けまで強がらなくてもいい（2019年9月4日、SRCL-11260/8） - EAN 4547366418569。
- 図書室の君へ（2019年9月4日、SRCL-11262/3） - EAN 4547366418576。
- 僕の思い込み（2019年9月4日、SRCL-11268） - EAN 4547366418590。
- しあわせの保護色（2020年3月25日、SRCL-11460/8） - EAN 4547366444193。
- サヨナラ Stay with me （2020年3月25日、SRCL-11460/8） - EAN 4547366444193。
- I see...（2020年3月25日、SRCL-11466/7） - EAN 4547366444230。
- 世界中の隣人よ（2020年5月25日）[68]
- Route 246（2020年7月24日）[69]
- 僕は僕を好きになる（2021年1月27日、SRCL-11680/8） - EAN 4547366487244。
- 明日がある理由（2021年1月27日、SRCL-11680/8） - EAN 4547366487244。
- Wilderness world（2021年1月27日、SRCL-11680/1） - EAN 4547366487244。
- Out of the blue（2021年1月27日、SRCL-11686/7） - EAN 4547366487282。
- 友情ピアス（2021年1月27日、SRCL-11688） - EAN 4547366487275。
- ごめんねFingers crossed（2021年6月9日、SRCL-11836/44） - EAN 4547366507270。
- 全部 夢のまま（2021年6月9日、SRCL-11836/44） - EAN 4547366507270。
- 猫舌カモミールティー（2021年6月9日、SRCL-11844） - EAN 4547366507300。
- 君に叱られた（2021年9月22日、SRCL-11880/8） - EAN 4547366522303。
- 泥だらけ（2021年9月22日、SRCL-11886/7） - EAN 4547366522341。
- 他人のそら似（2021年9月22日、SRCL-11888） - EAN 4547366522334。
- 最後のTight Hug（2021年11月5日）[70]
- Actually...（2022年3月23日、SRCL-12100/8） - EAN 4547366549058。
- 深読み（2022年3月23日、SRCL-12100/8） - EAN 4547366549058。
- 価値あるもの（2022年3月23日、SRCL-12100/1) - EAN 4547366549058。
- 好きになってみた（2022年3月23日、SRCL-12108） - EAN 4547366549089。
- 好きというのはロックだぜ!（2022年8月31日、SRCL-12210/8） - EAN 4547366571950。
- ジャンピングジョーカーフラッシュ（2022年8月31日、SRCL-12212/3） - EAN 4547366571967。
- パッションフルーツの食べ方（2022年8月31日、SRCL-12216/7） - EAN 4547366571998。
- ここにはないもの（2022年12月7日、SRCL-12330/8） - EAN 4547366590166。
- アトノマツリ（2022年12月7日、SRCL-12334/5） - EAN 4547366590180。
- 人は夢を二度見る（2023年3月29日、SRCL-12480/8） - EAN 4547366607307。
- 僕たちのサヨナラ（2023年3月29日、SRCL-12480/8） - EAN 4547366607307。
- 黄昏はいつも（2023年3月29日、SRCL-12482/3） - EAN 4547366607314。
- おひとりさま天国（2023年8月23日、SRCL-12620/8） - EAN 4547366626612。
- 誰かの肩（2023年8月23日、SRCL-12620/1） - EAN 4547366626612。
- マグカップとシンク（2023年8月23日、SRCL-12622/3） - EAN 4547366626629。
- Monopoly（2023年12月6日、SRCL-12630/8） - EAN 4547366650990。
- チャンスは平等（2024年4月10日、SRCL-12850/8） - EAN 4547366669053。
- あと7曲（2024年4月10日、SRCL-12852/3） - EAN 4547366669060。
- チートデイ（2024年8月21日、SRCL-12950/8） - EAN 4547366693973。
- 歩道橋（2024年12月11日、SRCL-13070/8） - EAN 4547366716580。
- 夕陽は何色か?（2024年12月11日、SRCL-13072/3） - EAN 4547366716597。
- 雪が降る日にまた会おう（2024年12月11日、SRCL-13076/7） - EAN 4547366716627。
- 懐かしさの先（2025年2月3日）
- ネーブルオレンジ（2025年3月26日、SRCL-13220/8） - EAN 4547366731125。
- キスのシルエット（2025年3月26日、SRCL-13228） - EAN 4547366731156。
- Same numbers（2025年7月30日、SRCL-13370/8） - EAN 4547366755978。
- 真夏日よ（2025年7月30日、SRCL-13370/8） - EAN 4547366755978。
- あの頃におかえり（2025年7月30日、SRCL-13372/3） - EAN 4547366755985。
- ってかさ（2025年7月30日、SRCL-13376/7） - EAN 4547366756012。

### アルバム
乃木坂46
- 今が思い出になるまで（2019年4月17日、SRCL-11140/7） - EAN 4547366401325。
- Time flies（2021年12月15日、SRCL-12020/30） - EAN 4547366534184。

### 映像作品
- いつのまにか、ここにいる Documentary of 乃木坂46（2019年12月25日） - EAN 4988104123695。
- 乃木坂46 7th YEAR BIRTHDAY LIVE 2019.2.21-24 KYOCERA DOME OSAKA（2020年2月5日） - EAN 4547366438956。
- 乃木坂どこへ 第1巻（2020年3月6日） - EAN 4988021717984, EAN 4988021140058。
- 乃木坂どこへ 第2巻（2020年8月7日） - EAN 4988021718141, EAN 4988021140317。
- 乃木坂46 8th YEAR BIRTHDAY LIVE 2020.2.21-24 NAGOYA DOME（2020年12月23日） - EAN 4547366482812。
- ノギザカスキッツ 第1巻（2021年1月8日） - EAN 4988021718264, EAN 4988021140508。
- NOGIZAKA46 Mai Shiraishi Graduation Concert 〜Always beside you〜（2021年3月10日） - EAN 4547366491104。
- ノギザカスキッツ 第2巻（2021年4月2日） - EAN 4988021718271, EAN 4988021140515。
- ノギザカスキッツACT2 第1巻（2021年7月30日） - EAN 4988021718608, EAN 4988021140829。
- ノギザカスキッツACT2 第2巻（2021年10月22日） - EAN 4988021718615, EAN 4988021140836。
- 乃木坂スター誕生! 第1巻（2022年1月14日） - EAN 4988021718738, EAN 4988021140980。
- 乃木坂スター誕生! 第2巻（2022年4月22日） - EAN 4988021718745, EAN 4988021140997。
- 乃木坂46 9th YEAR BIRTHDAY LIVE 5DAYS（2022年6月8日） - EAN 4547366541441, EAN 4547366541465。
- 乃木坂スター誕生!2 第1巻（2022年7月22日） - EAN 4988021718974, EAN 4988021141550。
- 乃木坂スター誕生!2 第2巻（2022年10月28日） - EAN 4988021718981, EAN 4988021141567。
- 乃木坂46 真夏の全国ツアー2021 FINAL! IN TOKYO DOME（2022年11月16日） - EAN 4547366576009, EAN 4547366576016。
- 乃木坂46 10th YEAR BIRTHDAY LIVE（2023年2月22日） - EAN 4547366594324, EAN 4547366594447。
- さ〜ゆ〜Ready?さゆりんご軍団ライブ/松村沙友理 卒業コンサート（2023年4月26日）[71]
- 生田絵梨花 卒業コンサート（2023年4月26日）[71]
- NOGIZAKA46 ASUKA SAITO GRADUATION CONCERT（2023年10月25日） - EAN 4547366631012, EAN 4547366631098。
- 乃木坂46 11th YEAR BIRTHDAY LIVE 5DAYS（2024年2月21日） - EAN 4547366660128, EAN 4547366660135。
- MIZUKI YAMASHITA GRADUATION CONCERT（2024年10月2日） - EAN 4547366701180, EAN 4547366701227。
- 乃木坂46 12th YEAR BIRTHDAY LIVE（2025年2月12日） - EAN 4547366722253。

## 出演

### テレビドラマ
- もしも、イケメンだけの高校があったら（2022年1月15日 - 3月19日、テレビ朝日）ヒロイン・桜井カンナ 役[19]
- 連続テレビ小説 らんまん 第117回 - 最終回（2023年9月12日 - 29日、NHK）山元（槙野）千歳 役[21]
- トラックガール 主演・鞍手じゅん 役
  - トラックガール（2023年10月12日 - 11月16日、フジテレビ / 11月19日 - 12月3日、BSフジ）[72]
  - トラックガール2（2025年7月9日 - 8月13日、フジテレビ）[73]
- 引越し探偵サクラ（2024年3月26日 - 4月6日、テレビ東京）主演・天道サクラ 役[74]
  - 書店員探偵サクラ（2024年11月6日 - 15日、テレビ東京）[75]

### CM
- ACジャパン・NHK共同キャンペーン「2019生きもの命」（2019年、メディア・マニューヴァー）[76][77]
- ウォルト・ディズニー・ジャパン ディズニー★JCBカード
  - 「東京ディズニーシー20周年記念カード」編（2022年2月4日 - ）[78]
  - 清宮レイと共演[79][80]。
    - 「あんたは俺の相棒だぜ。」編（2022年11月8日 - ）[79]
    - 「いっしょに、夢をつなげよう！」編（2023年7月11日 - ）[80]

  - 井上和と共演[81][82]。
    - 「踏み出す勇気」編（2024年4月1日 - ）[81]
    - 「オハナとずっと一緒」編（2025年5月8日 - ）[82]

### ネット配信
- ファンタ坂学園と大合唱計画（2019年7月16日 - 9月14日、AbemaTV）後輩ズ[83][84]
- サムのこと（2020年3月20日 - 28日、dTV）主演・サム 役[46]
- ボーダレス（2021年3月7日 - 5月9日、ひかりTV・ひかりTV for docomo・dTVチャンネル）松宮結樹 役[85]
- THE FIRST TAKE（2021年9月10日、YouTube） - 「きっかけ」[86]
- non-no 50th Thanks Party（2021年10月17日、YouTube）[87]
- トラックガール（FOD）主演・鞍手じゅん 役
  - トラックガール（2023年7月19日 - 8月16日）[88]
  - トラックガール2（2025年5月18日 - ）[89][73]

### ファッションショー
- 東京ガールズコレクション
  - 東京ガールズコレクション プレステージ・インターナショナル presents TGC TOYAMA 2019（2019年7月27日、富山市総合体育館）[90]
  - 第31回 マイナビ 東京ガールズコレクション 2020 AUTUMN/WINTER ONLINE（2020年9月5日、さいたまスーパーアリーナ）[91]
  - 第32回 マイナビ 東京ガールズコレクション 2021 SPRING/SUMMER（2021年2月28日、オンライン）[92]
  - 第33回 マイナビ 東京ガールズコレクション 2021 AUTUMN/WINTER（2021年9月4日、オンライン）[93]
  - 第34回 マイナビ 東京ガールズコレクション 2022 SPRING/SUMMER（2022年3月21日、国立代々木競技場第一体育館）[94]
  - 第35回 マイナビ 東京ガールズコレクション 2022 AUTUMN/WINTER（2022年9月3日、さいたまスーパーアリーナ）[95]
  - TGC KITAKYUSHU 2022 by TOKYO GIRLS COLLECTION（2022年11月19日、西日本総合展示場新館）[96]
  - SDGs推進 TGC しずおか 2023 by TOKYO GIRLS COLLECTION（2023年1月14日、ツインメッセ静岡）[97]
  - 第36回 マイナビ 東京ガールズコレクション 2023 SPRING/SUMMER（2023年3月4日、国立代々木競技場第一体育館）[98]
  - 第37回 マイナビ 東京ガールズコレクション 2023 AUTUMN/WINTER（2023年9月2日、さいたまスーパーアリーナ）[99]
  - SDGs推進 TGC しずおか 2024 by TOKYO GIRLS COLLECTION（2024年1月13日、ツインメッセ静岡 北館大展示場）[100]
  - 第38回 マイナビ 東京ガールズコレクション 2024 SPRING/SUMMER（2024年3月2日、国立代々木競技場第一体育館）[101]
- Rakuten GirlsAward
  - Rakuten GirlsAward 2022 AUTUMN/WINTER（2022年10月8日、幕張メッセ9 - 11ホール）[102]
  - Rakuten GirlsAward 2023 SPRING/SUMMER（2023年5月4日、国立代々木競技場第一体育館）[103]
  - Rakuten GirlsAward 2023 AUTUMN/WINTER（2023年9月30日、幕張メッセ）[104]
  - Rakuten GirlsAward 2024 SPRING/SUMMER（2024年5月3日、国立代々木競技場第一体育館）[105]
  - Rakuten GirlsAward 2024 AUTUMN/WINTER（2024年10月19日、幕張メッセ）[106]
  - Rakuten GirlsAward 2025 SPRING/SUMMER（2025年5月3日、国立代々木競技場第一体育館）[107]

### MV
- Little Glee Monster「3月9日（カバーMV）」（2022年3月9日）[108]

### ナレーション
- 2分30秒にかける青春! チアリーディング日本選手権大会2022（2022年9月24日、NHK BS1）[109]

### イベント
- ハマスカ生放送部 HEY！MUSIC！HAPPY！MEETING！（2022年11月29日、EXシアター六本木）[110]

## 書籍

### 雑誌連載
- non-no（2020年5月20日 - 、集英社）専属モデル[4]
- The NEW ERA Book Fall & Winter 2022（2022年10月26日、シンコーミュージック）[111]

### 写真集
- 可憐（2023年10月3日、集英社）[23]